# PENTAXのフィルム一眼レフカメラ製品一覧:35mm判 (KマウントMF機種)

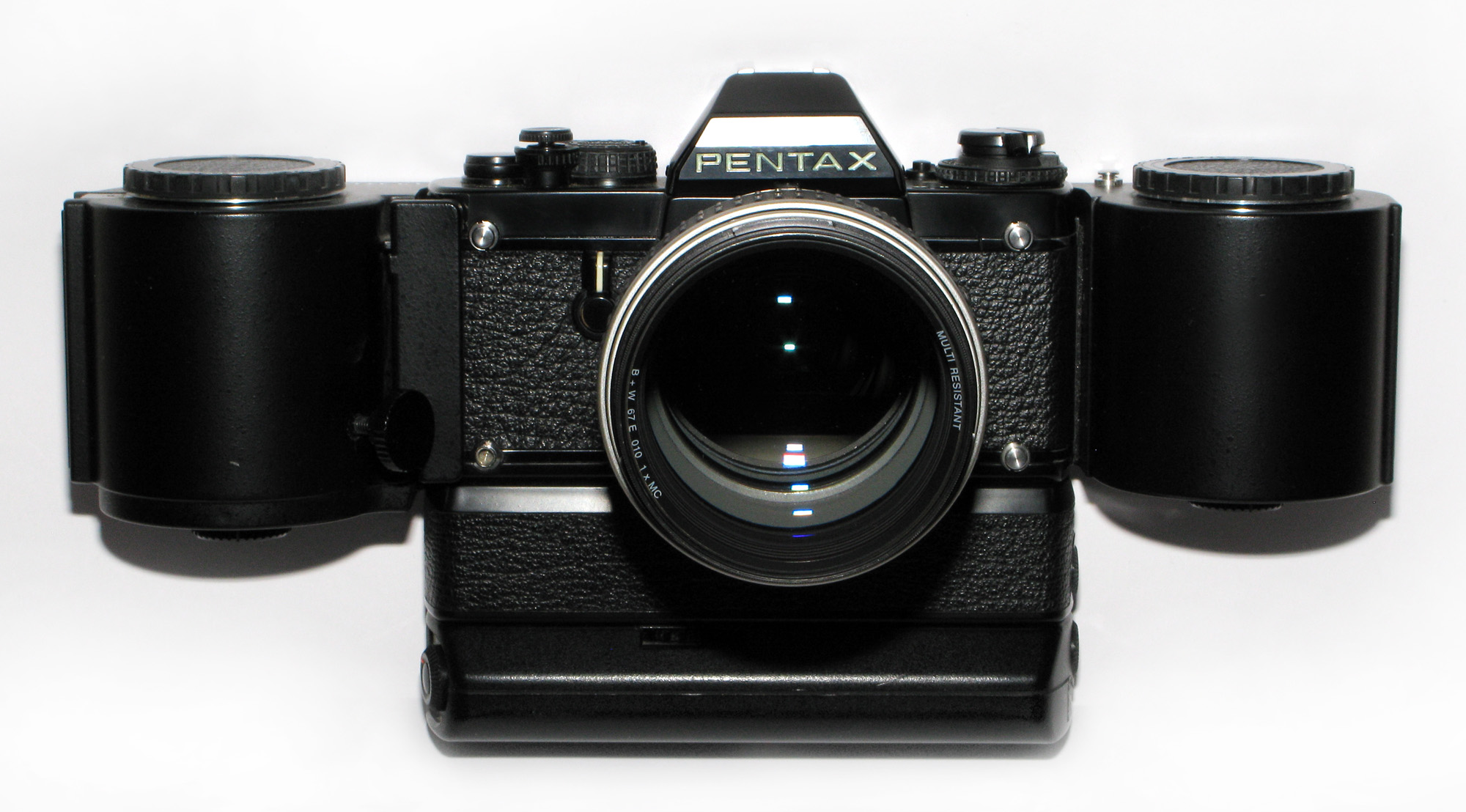
モータードライブ、長尺マガジンを装着したLX

この項目では、旭光学工業（現リコーイメージング）が発売したカメラのうち、レンズマウントにKマウントを採用し、35mm判フィルムを使用するマニュアル一眼レフカメラ製品の一覧記事である。

## 概要
旭光学工業はシステムのバヨネット式Kマウント化によって標準仕様としての開放測光を実現し、現在の一眼レフカメラの完成を見ることになる。そこで生まれた次なる課題は自動露出（自動露出を以降はAEと記述する）であった。すでにPSマウント機である『アサヒペンタックスES』で実装されていた「絞り優先式AE」が『アサヒペンタックスK2』にも採用され、当時は「シャッター速度優先式AE」と2種類の方向性があったAEを"写真を決めるのはレンズ"という考えのもとに旭光学は絞り優先式を選択している。ただし、KマウントにおいてはESのような複雑な連動機構を設けなくともAE化が可能であり、続くペンタックスMシリーズにおいては驚異的ともいえる小型軽量化を実現しつつ絞り優先AE専用機という大胆な仕様の『アサヒペンタックスME』を製品化している。やがてこの2種の方式は1977年に発売された『ミノルタXD』によって統合され、『キヤノンA-1』とともに「マルチモードAE」の時代に突入する。その間、旭光学工業は世界初のオートフォーカスカメラ製品である『ペンタックスME-F』を発売するものの商業的には失敗に終わってしまい、ペンタックスAシリーズにて再びマニュアルフォーカスカメラに回帰し業界の流れに追従し、他社よりやや遅れて完全自動露出（プログラムAE）を実現する。続くペンタックスPシリーズにおいては複数のプログラムAEを選択できる「マルチプログラムAE」を達成したものの『ミノルタα7000』とともに訪れたオートフォーカス時代の大波によってマニュアルフォーカスカメラにおけるAE化路線は大幅に縮小され、新たに生まれたオートフォーカス機シリーズであるペンタックスSFシリーズにたすきを渡すこととなった。

## アサヒペンタックス Kシリーズ

KM

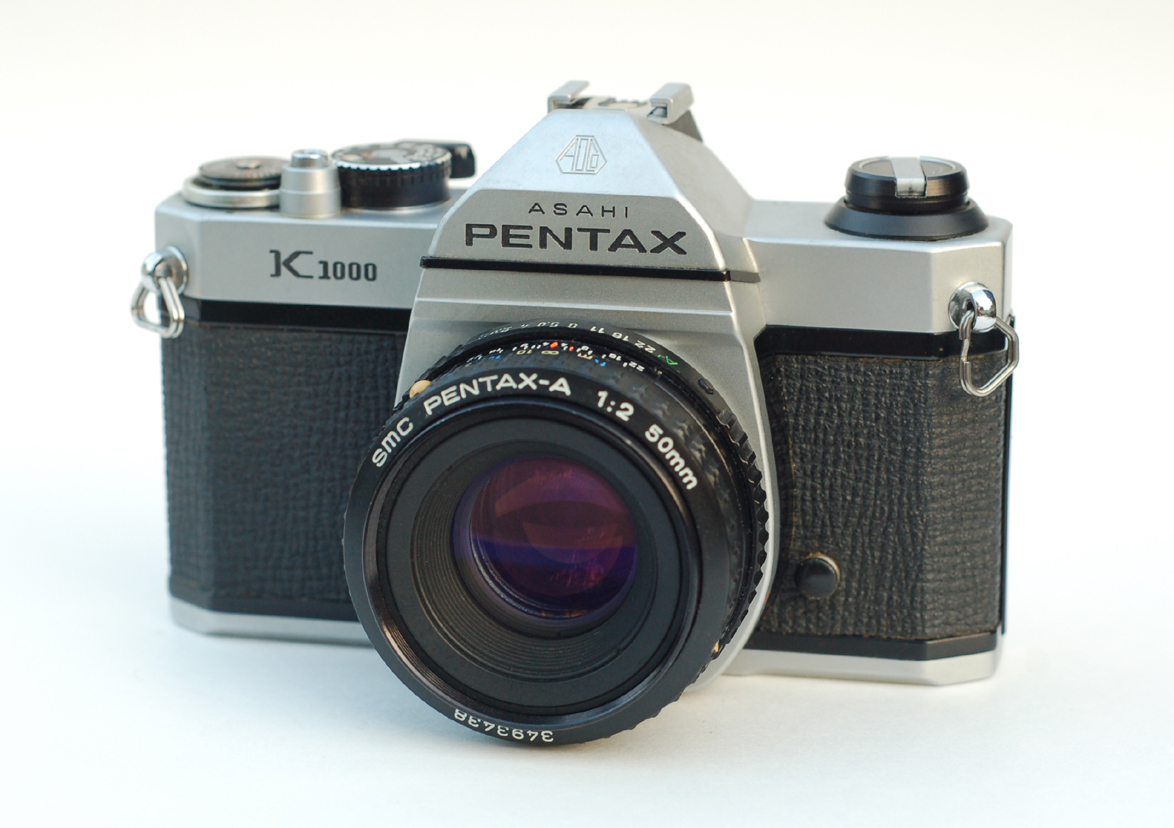
K1000

アサヒペンタックス Kシリーズとは、新規のバヨネット式のKマウントを採用した一眼レフカメラの初代シリーズ製品である。1975年6月に『K2』、『KX』、『KM』の3機種が同時発売された。アサヒペンタックスの名称は踏襲したもののロゴデザインやボディ外装デザインは一新され、新しいカメラであることを印象付ける配慮がなされた。あわせて登場したKマウントレンズ『SMCペンタックスレンズ』は基本フィルター枠を52mm径と、Sマウントのタクマーで一般的だった49mm径から拡大し、その大口径化を印象付けるような明るい新設計のレンズ製品の登場や、コストをかけた鏡胴の造りがなされ、従来のSマウントシリーズ機よりも高級感をもたせたものとなった。一方、従来のM42マウント機のユーザーからの移行を考慮し、M42マウントのレンズを装着するためのマウントアダプター（マウントアダプターK）が安価に供給された。これは、Kマウント時にフランジバック長が変更されず、単にマウント形状の変換にとどまっているためである。
しかし、見た目の印象は異なるものの、K2以外の普及型機種はカメラの内部構造、各部レイアウトは従来のSP系シリーズを踏襲している。同じく、Kシリーズの各種アクセサリーの多くが従来のSP系のものと互換性をもっている。その一方で、旭光学工業のペンタプリズムへの銀蒸着ペンタプリズムが社内基準に達したことにより実装され、従来のPSマウント機シリーズでは暗いと指摘されていたファインダーが明るくなったことや、内蔵露出計がCdSからSPDに変更され応答速度が速まっている。
翌年（1976年）、小型軽量一眼レフカメラの需要が高まる中、大幅に小型軽量化されたペンタックスMシリーズが登場すると主力はそちらに移り、シリーズとしては短命に終わった。

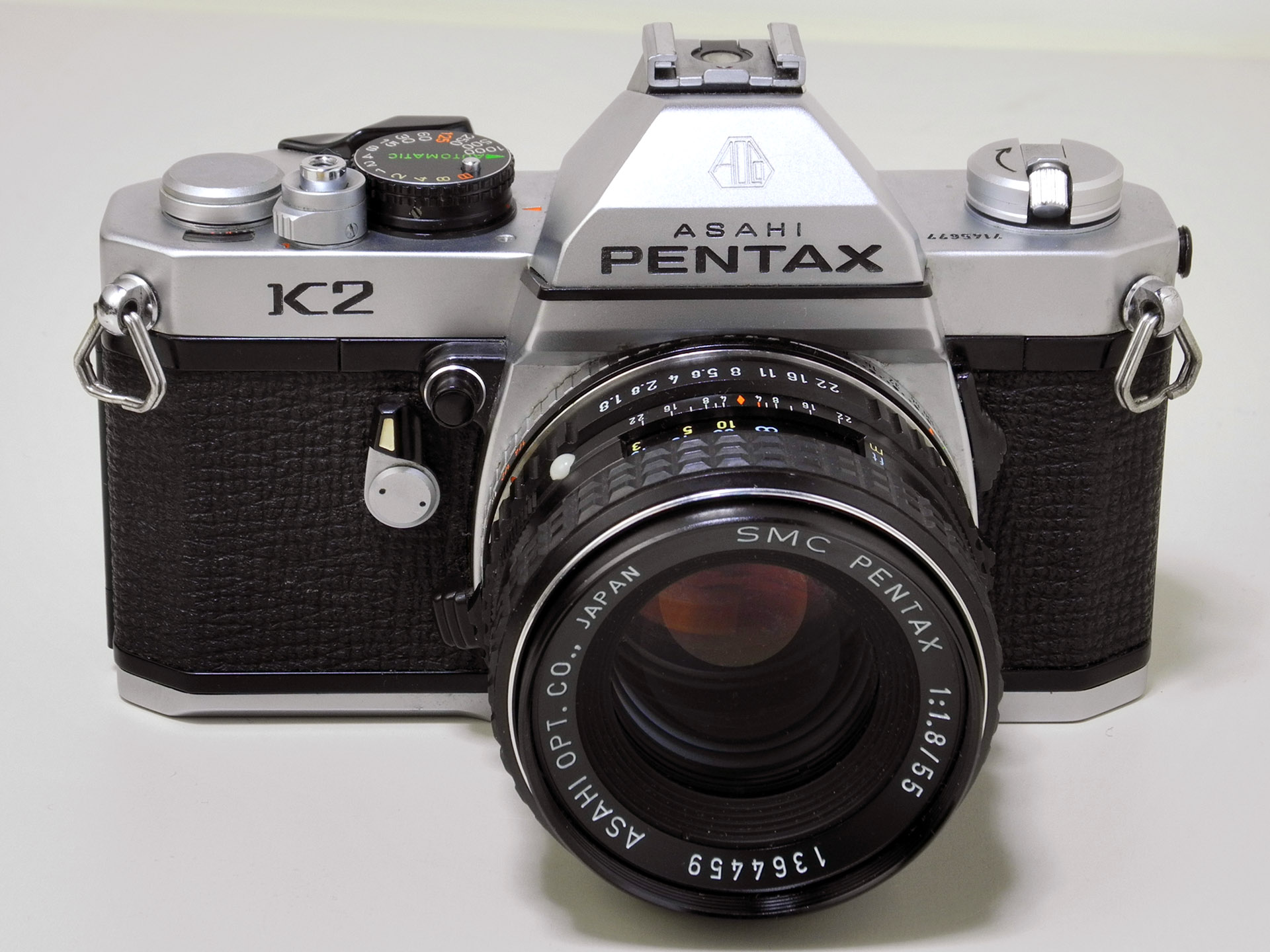
K2

- K2

1975年6月発売。Kシリーズの中で唯一の、完全新規設計されたシリーズ最上級機（発売当時）である。デザインの意匠がシリーズで統一されているために『KX』、『KM』と酷似するものの、細部の操作系レイアウトやデザインが異なる。先代のAPシリーズ初の高級機であった『アサヒペンタックスK』のネーミングを引き継いだところから、旭光学工業のKマウント機にかける意気込みがうかがえる。ステンレス製マウントの採用（他のペンタックスカメラでは『ペンタックスLX』のみ）など、最高級機にふさわしい贅沢な仕様の機種であった。
新機軸として、セイコー光機と共同開発された電子制御式の金属縦走行式フォーカルプレーンシャッターユニット『セイコーMF』が搭載され、オート時だけでなくマニュアル撮影時でも電子制御式になったことにより露出の精度がより高められた。また、『アサヒペンタックスESII』でも遅いと指摘されていた「絞り優先AE機能」も、受光素子を従来の「CdSセル」から「SPD（シリコン・フォト・ダイオード）」に変更されたことによって応答速度、省電力性が大幅に向上された。操作系レイアウトは機械的構造上、露出倍数設定、ASA感度設定ダイヤルがマウント部に集約されている。これら数々の新機軸を盛り込みながら、サイズは従来機とほぼ同じに抑えられた。ESIIで残された課題をマウント変更と新技術によって克服し、より実用性を高めた最新高級機に相応しい機種となっている。
- KX

1975年6月発売。Kシリーズの中級機に位置する機種である。主な機械構造はSP系機種がベースとなっており、従来の「布幕横走り型シャッターユニット」を採用した"機械式フルマニュアル機"である。
しかしその一方では最新のSPDによる露出計や、ファインダー内情報表示の変更、銀蒸着のペンタプリズム、ミラーアップ機構など、K2の新機軸も新たに取り入れられており、さらには「絞り値の直読み窓」が設けられ、機械式フルマニュアル機ながらも「絞り優先AE機」のような使い勝手を実現した新しい一面がある。なお、特注品としてモータードライブ対応型が存在する。
- KM

1975年6月発売。Kシリーズの普及機に位置する機種である。KXと同様にSP系機種がベースとなっているものの、Kシリーズで唯一ペンタプリズムが従来のアルミ蒸着のままであるほか、「フォトスイッチ」までもが継承されており、操作系レイアウト、内部構造ともに従来のPSマウント機である『アサヒペンタックスSPF』をほぼそのままKマウント化したような機種である。従来ユーザーの乗換えを配慮した製品であることがうかがえる。こちらも特注品としてモータードライブ対応型が存在する。
- K2DMD

1976年9月発売。K2の後継機であり、結果的にKシリーズの最高級機となった。名称の"DMD"の由来となった「データバック（D）」、「モータードライブ（MD）」への対応など高級機に相応しいシステム面が強化された。また機能面では「メモリーロック機能（一般的にはAEロックと呼ばれる）」や、KXで採用された「絞り値直読み窓」の追加。ESIIに実装されたもののK2では省かれた逆入光防止のための「アイピースシャッター機能」の復活などの改良が加えられ、ここにてAPをルーツとする一連の流れのカメラの完成を見ることとなった。
しかし発売された時期には『オリンパスOM-2』を端緒とする、小型軽量で普及型一眼レフ機の時代に入っており、発売後間もなく次世代の小型軽量化されたMシリーズが登場しそちらが主力製品となったため少数が生産されるにとどまった。プロなどの上級者向け機種ということを意識したためブラックボディを中心に販売されたが、極少数クロームボディのものも存在する。
- K1000

1986年6月発売。もともと1976年から輸出専用機種として、KMの「セルフタイマー機能」と「プレビュー機能」を省いた廉価機種として生産されていた機種。しかし、マルチモードAEカメラの全盛期であった1980年代後半、天文撮影や写真・美術系学生など一部に残っていた、要最低限の機能しかない機械式フルマニュアルカメラの需要に応えるべく、国内発売が開始された。
名称の"1000"は輸出版の名称でよく使われていた最高シャッター速度（1/1000秒）の数値より由来するものと思われる。1995年までの長期間に渡って国内外にて販売されたため数度のマイナーチェンジがあり、一例として国外にて発売された初期型の金属外装機やプラスチック外装機（国内発売された最後期型）などがある。国内発売時期の関係から、Kシリーズではこの機種のみが"AOCOマーク"と"ASAHI"銘の存在しないペンタックスブランドの機種となる。
なおペンタックスがM42マウントからKマウントに切り替えた時期は、ニコンが旧ニッコール（いわゆるガチャガチャ）からAi化し、キヤノンはFLからFD化、ミノルタは旧SRからMC化、オリンパスはOMシリーズをリリースするなど、国内大手メーカーが新世代に移行する時期でもあった。

## ペンタックス Mシリーズ

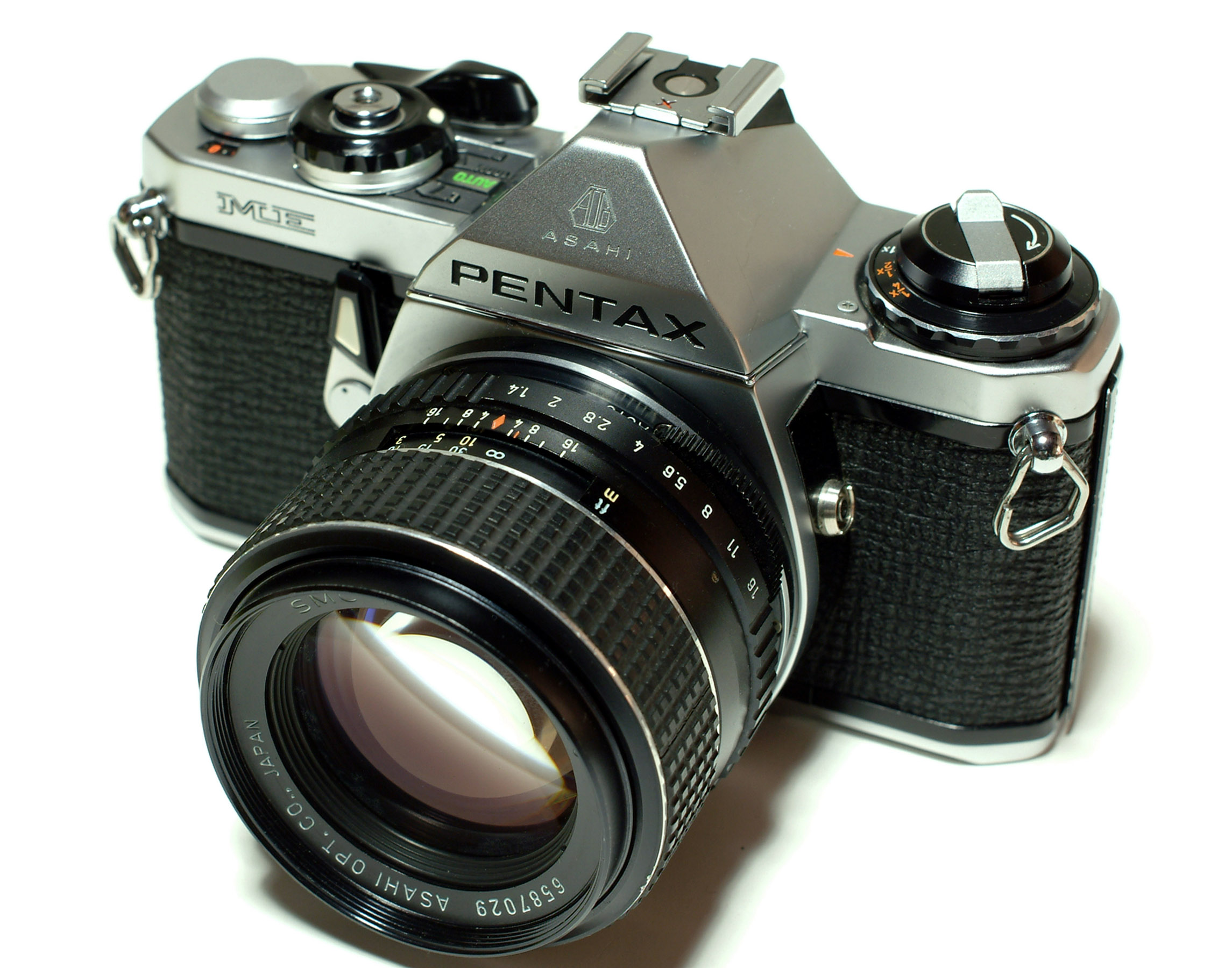
ME

MV1

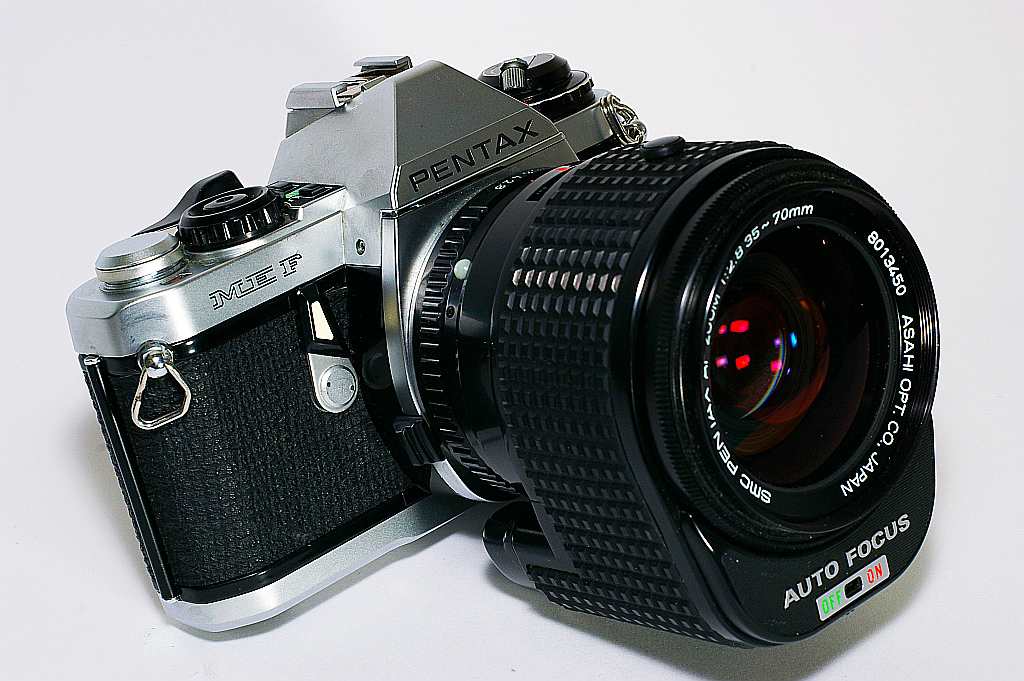
ME-F（AFズーム付き）

新たな時代と実質的な需要である「小型軽量化」、「電子化によるAE化」、「システムの充実」を目指し、特に当時の小型軽量一眼レフカメラの代表格であったオリンパスのOMシリーズへの対抗製品として、特に小型軽量化に重点を置いて開発されたシリーズである。高性能化を志向していたOMとは異なり機能のスリム化を重視しており、旭光学独自の小型軽量化路線への考え方が現れている。筐体の小型軽量化に合わせてボディ設計も従来のK（SP）シリーズから一新された。当初は継続して"アサヒペンタックス"の名称が使われていたが、MV1より"アサヒ"が外れ、"ペンタックス"ブランドとなった。
このMシリーズより各部の電子化がより進められ、ファインダー内の露出計表示が従来までの「アナログ式の指針」による追針式露出計から「LED」を採用した定点式のものとなった。電子回路も大幅な進歩をとげ、K2のものよりも更なる小型化が実現した。またTTL露出計もカメラ専用露出計として開発され、かつ中央重点測光に適しているGPD（ガリウム・ヒ素・リン・フォト・ダイオード）が従来のSPDに替わって採用された。ファインダースクリーンの合焦補助機構も従来の「マイクロプリズム」に加えて「スプリット・イメージ」が追加され、よりピント合わせがしやすくなった。あわせて電子制御による縦走行式シャッターユニットの実装や、外装のプラスチック化、アナログ式ではなく電子ボタン式の入力操作系が採用されている。
アクセサリは従来のK(SP)シリーズから一新され、新規の様々なアクセサリー群が用意された。ファインダー系アクセサリー用のアイピースのスリット幅はこのシリーズから変更され、現行のKマウントデジタル一眼レフまで変更されていない。

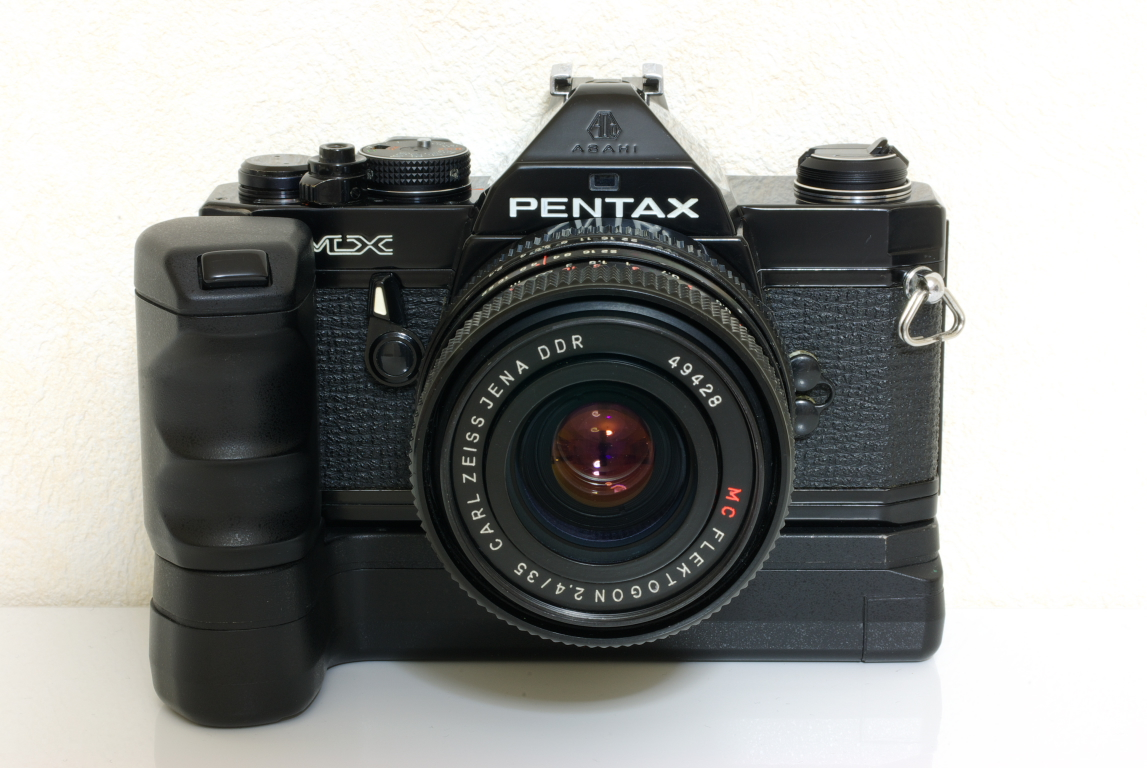
MX（ワインダー装着）

- MX

1976年11月発売。Mシリーズ1号機であるが、シリーズ唯一のフルマニュアル操作方式のみの「布幕横走行式の機械式シャッター搭載機」である。よって、同時に開発されたMEとは基本設計レベルから異なり、ワインダーなどのオプション品も他のME派生型機との互換性もなく、独自のシステム展開がなされているのが特徴である。8年にわたって製造されたが後継機種は存在せず、電子制御カメラ一色のMシリーズのアクセントとなっている。全高を抑えるためにシャッター幕の巻き取りリボンをより細くするために紐（ひも）を採用するなど、小型化への執念は凄まじいものがあり、同じ超小型軽量の機械式カメラである『オリンパスOM-1』と寸法を比較すると、幅・高さ・厚さともすべて0.5mmずつ小さくなっているのも興味深い。
その一方で、他のMシリーズ機同様、TTL露出計はMEと同様にGPDが採用されているほか、ファインダー内の露出表示も追針式からLED表示の定点式に変更されている。

- ME

1976年12月発売。MXとは対照的に、シリーズのコンセプトに忠実に機能のスリム化と電子制御化を図った、絞り優先AE専用機という大胆な仕様の機種である。小型化のために超小型の専用シャッターユニットが採用されたが、MXとは異なり電子制御式の金属縦走行式シャッターユニット、『セイコーMFC-E』を採用している。このシャッターユニットは、サイズもK2で採用された『セイコーMF』と比較して縦横5mmずつ小型化され、重量も半分となっている（ME以降の電子シャッター搭載機種はすべて縦走行式シャッターユニットになった）。またTTL測光用の受光素子もMXと同様にGPDが実装された。他にもK2ではICを採用していた電子制御回路には、従来よりも大幅に集積度を向上させた、当時最新の「Bi-MOSLSI」が搭載され、応答速度の更なる向上と省電力性の両立のため、当時の最先端技術が投入されたため、MXより更なる小型軽量化が実現し、サイズは131mm×82.5mm×49.5mm、重量は460gとMXよりも 35gほど軽くなった。
従来よりペンタプリズム部分に刻印され続けてきた"AOCOマーク"の刻印はこの機種以降なくなり、"ASAHI PENTAX"ブランドとしての最後の機種となった。
- MV1

1979年9月発売。MEベースの普及機種。各部のパーツを共有しつつ、大幅なコストダウンとスリム化が図られた。軍艦部の素材も従来の真鍮からプラスチックに変更され、更なる軽量化を実現している。またファインダー内部のインジケーター表示も簡素化（「シグナルファインダー」と呼ばれ、露出の適正（グリーン）、アンダー（オレンジ）、オーバー（レッド）、しかない）され、より普及機としての位置付けが鮮明になった。
シリーズ中、やや違和感のあるネーミングである"MV1"は、当時の大ヒット商品であった『キヤノンAE-1』の影響があったといわれている。発売当時旭光学は、その簡易な操作方法を、「撮影者がズームレンズの操作と画作りに専念出来る様に」として『ズームシステムカメラ』と呼んでいたが、実際のところシステム的にズームとの連動性は無い。smcPENTAX-M50mm f2とのセットで¥49,500と廉価であった為、かなり普及したカメラであったと言えるだろう。
この機種より"PENTAX"ブランドとして展開されることとなる。
- ME スーパー（Super）

1979年12月発売。絞り優先オート撮影に特化したMEにマニュアル撮影機能を追加し、最高シャッター速度を1/2000秒に向上させるなどのスペックアップがなされた高級機種である。シャッターユニットも従来の改良型である『セイコーMFC-E2』が搭載されている。この機種よりファインダースクリーンに新規開発された『クリアーブライトマットスクリーン』が採用され、より明るくピントの山がつかみやすくなった。
マニュアル露出時におけるシャッター速度の設定方式は、「アップ」・「ダウン」の機能をあてがわれた「プッシュ式の2ボタン」であるのが特徴であり、電子シャッターを採用したことから実現した方式である。この操作方法は後の『ペンタックススーパーA』などの他、セミ判一眼レフである『645』にも採用された。
- ME F

1981年11月発売。MEスーパーをベースとしたペンタックス初のオートフォーカスカメラであり、世界初の製品化されたオートフォーカス一眼レフカメラである。ペンタックス一眼レフ開発史においては第4世代のカメラと位置付けられている。旭光学工業独自のTTL電子合焦装置（TTL-EFC=TTL-Electronic Focus Control）と命名され、高精度の合焦性能を持った「コントラスト検出方式」を採用し、マウントも新たに専用のKFマウントが開発され採用された。ただし、オートフォーカス駆動用のモーターは、当時のAFカメラでも見られたレンズに搭載される方式のため、対応レンズはモーターの他、電源となる電池も内蔵しており、ボデイよりも下に張り出す大柄なタイプのものであった。肝心のオートフォーカス機能も、合焦精度が高すぎたために被写体のごく微妙な動きすら検知してしまい、なかなかピントが決まらないという致命的な欠陥があった。これらの欠点により、KAFマウント採用機種はこの1機種に終わり、対応レンズであるSMCペンタックスAFレンズも、ズームレンズ1種のみのリリースとなった。
現在のペンタックスのオートフォーカスレンズ（F・FA・FAJ・DFA・DA）とは測距方式も異なるなど機能の互換性はなく、オートフォーカス機能は使用できない。だが、従来のマニュアルフォーカスレンズや現行のレンズを使用した場合でも合焦検知機能は働くため「フォーカスエイド機能」は利用できる。
- MG

1982年1月発売。Mシリーズ最終機種。位置付けとしてはMV1の後継機に相当するも、MV1では簡素だったファインダー内情報表示はMEと同等以上となり、そのベース機は併売されているME Fである。スペック面でも時代の変遷にあわせてほぼME相当にまで引き上げられ、ファインダー内情報表示には新たにストロボ充電完了表示が追加されており、初代のME登場から大幅な電子技術の進歩があったことを示している。
CMキャラクターは歌手デビュー前の早見優であり、当機のCMはがテレビCMデビュー作だった。オリンパスOM10（1979年）の大場久美子、ミノルタX-7（1980年）の宮崎美子と当時はよく比較された。

## ペンタックス LX

PENTAX LX（ファインダー:FA-2） & smc PENTAX-A^{☆} 85mmF1.4

1980年6月、5年もの開発期間を経て発売されたペンタックスの35mm判一眼レフにおいて、唯一のプロ用高級機である。旭光学創立60周年を記念してローマ数字の60を意味する『LX』と名付けられた。
ファインダー交換式。マウントはステンレス製。視野率縦98%・横95%。低速側（4秒~1/60）を電子式、高速側（X=1/75~1/2000）、バルブをメカで制御するハイブリッドシャッター搭載の絞り優先AE機。モータードライブは当然ながら、長尺フィルムバックなども用意され、システム面も抜かりなく、21年に亘る製造期間中最末期まで改良が続けられ、各種改造サービスもあり、まさにプロのための機体だった。そのためカメラマンのみならず警察の鑑識にも用いられた。
一般的に、製造番号等で「初期型」「前期型」「後期型」に分かれると言われる。初期型から前期型への主な変更点は、フィルムガイドローラーを裏ぶたに設置、スプロケット部の使用感の向上、ファインダー脱着ボタンを利用したファインダー内LED点灯機能の新設であり、前期型から後期型への主な変更点は、シャッターボタン部の指受皿の変更、IDM機能用のためにシャッター幕に印刷されていたドットパターンの小変更がある。様々な改良が加えられた後期型の完成度が高いとされ、中古市場でも高値で取引されているが、一方でコスト面でも改良されていることは否めない。初期型に関して言えば、ボディ底部の電池蓋のモールドのきめ細かさや、後期型とはシャッター音や感触などが明らかに異なる。
独自のダイレクト測光システムである、IDMシステム（ファインダー側に受光素子を持たず、常時ボディ側で測光する）や、封入にシリコンコーキングを用いた世界初の防塵・防滴構造など非常に特殊な機構、構造をもつカメラであり、特に防塵・防滴構造などは他社のプロ機も倣うようになった。
LXゴールド(1981年)、LXチタン(1994年)、LXLIMITED(1995年)、LX2000(2000年)と、4種類の限定版が存在する。そのひとつである『LX2000』登場時には、当時の主力製品であったMZシリーズで採用されている透過率の高い「ナチュラルブライトマットスクリーン」が採用されたが、IDMシステムを採用しているため、以前のモデルにも露出計の調整無しで使用可能である。

## ペンタックス Aシリーズ
ペンタックス初の「マルチモードAE機」シリーズである。
複数のAE機能を持つマルチモードAEカメラとして、まず1977年発売の『ミノルタXD』によって「絞り優先AE」と「シャッター速度優先自動露出（以降はシャッター速度優先AEと記述する）」の両AE機能が実装され、さらにその翌年（1978年）発売の『キヤノンA-1』によって「完全自動露出（=プログラム自動露出：以降はプログラムAEと記述する）」が実現した。そのような時代背景の中で旭光学は依然として絞り優先AE機であるMシリーズに重点を置いていたが、他社が続々とマルチモード化、プログラムAEの実装などのエレクトロニクス面での開発競争に入ったため、遅れを取った旭光学はより精度の高いマルチモード機を実現すべく開発に取り組んだ。
機能的には外観がMシリーズに酷似していることから、同シリーズの延長上に位置するように思われがちであるが、実際は旭光学工業初の電磁レリーズ、電子セルフタイマーの実装など大幅なエレクトロニクス化が行われており、ペンタックス独自のより高精度な「絞り位置制御方式」によるマルチモードAE対応が行われ、これの実現のため新たな絞り値伝達用の電子接点つきのKAマウントが採用され、「シャッター速度優先AE」と、「プログラムAE」が可能となった。またこのシリーズよりすべての機種がポリカーボネートなどのプラスチック系素材による外装となり（『LX』、『MZ-S』を除く）、更なる軽量化と電子カメラとしての耐ショック性の向上、ボディ外装デザインの自由度が増すことになる。
マウント対応レンズとして開発されたSMCペンタックスAレンズ（以下「Aレンズ」）も同時に用意され、絞り環に最小絞り値のとなりに新たに自動露出を意味するA位置が設けられており、この位置に設定しておけば、カメラ側から自動的に絞り込まれる。

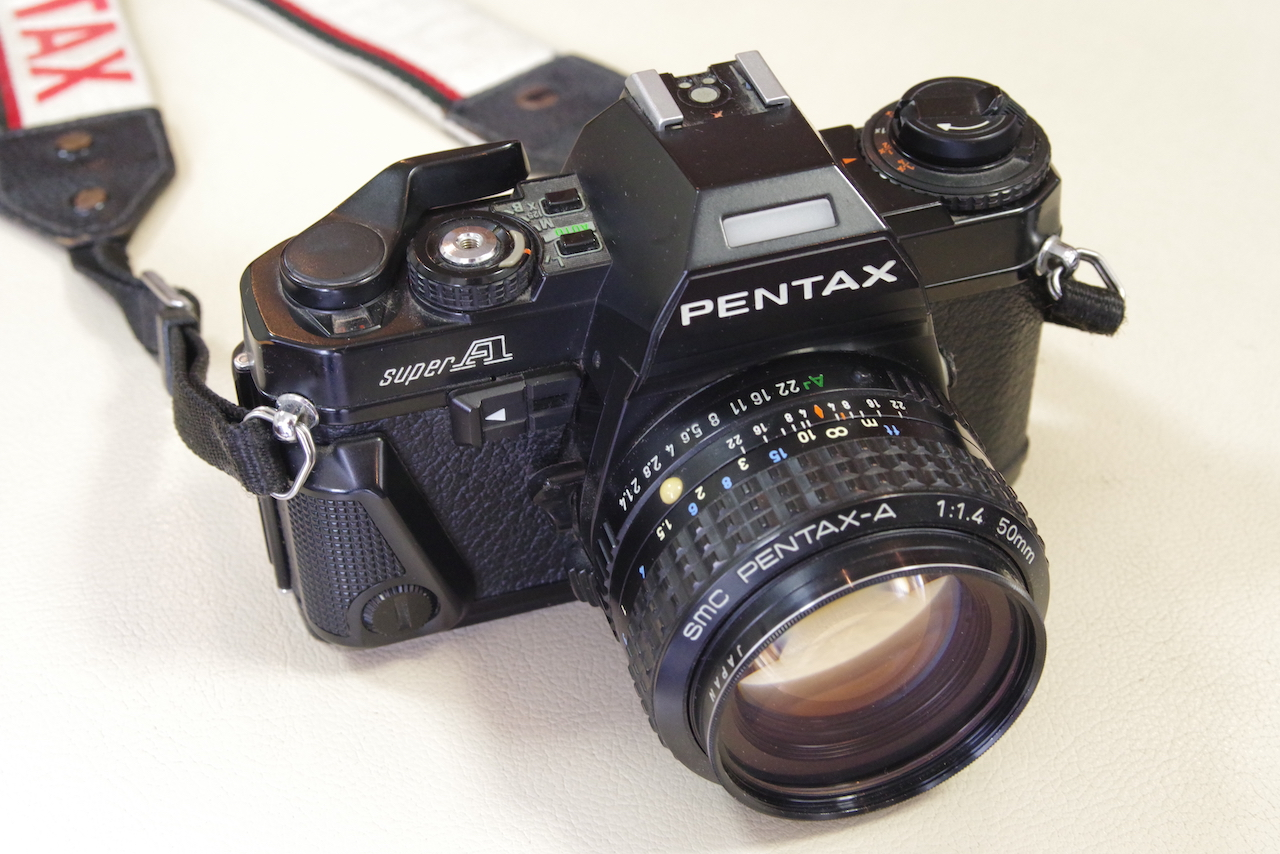
PENTAX Super-A、smcPENTAX-A 50mm F1.4を装着。

スーパープログラム（スーパーAの海外版）

- スーパーA （super A）

1983年3月発売。ペンタックスカメラ初のマルチモードAE機種である。発売当時はマルチモードカメラとしては最多のモード数である「プログラムAE」、「絞り優先AE」、「シャッター速度優先AE」、「マニュアル」、「TTLオートストロボ（ダイレクト測光式）」、「外光オートストロボ」の6種の露出モードを実装。それ以外にも新機軸を盛り込んだ時代の最先端を行く機種であった。外装デザインは従来のMEシリーズを踏襲しつつ、LXのイメージを取り入れられ、ファインダーの採光窓、取り外し式のグリップ、メモホルダー兼用グリップ付きの裏蓋など、斬新なものになった。内部機構は大幅な電子化が進められ、初の電磁レリーズの実装、電子式セルフタイマー、ファインダー内表示の液晶（LCD）化、新規開発のモータードライブ装着により秒3.2コマ実現など、目立たないところで大幅に進化している。Aレンズとの組み合わせによって、より正確な絞り制御が可能となった。その技術が高く評価され、同年「ヨーロピアン・カメラ・オブ・ザ・イヤー'83」を受賞。1984年4月には受賞記念限定モデルも発売された。海外では『SUPER PROGRAM』の名称でクロームボディのみ発売された。

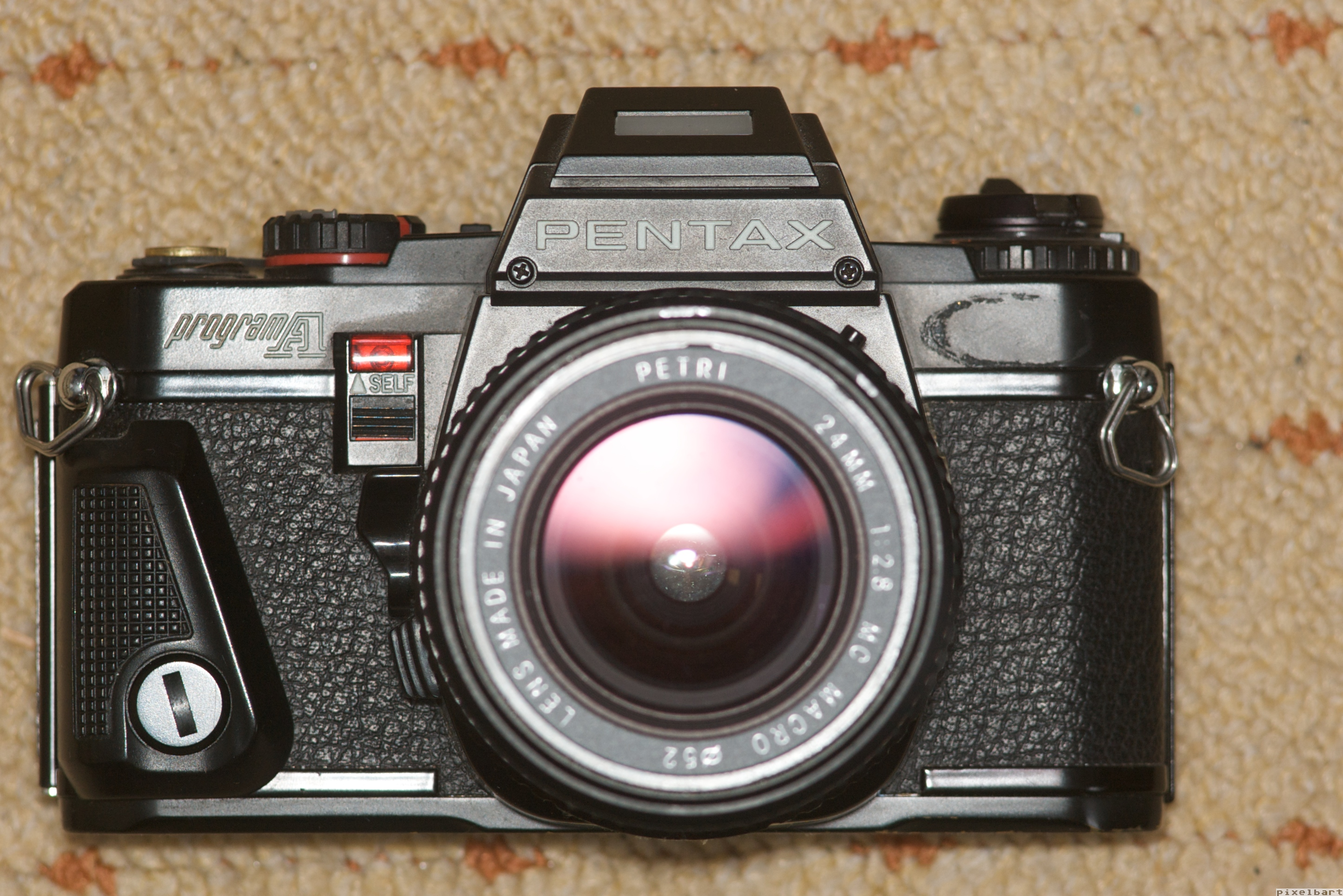
プログラムA

- プログラムA （program A）

1984年3月発売。Aシリーズの普及機種である。スーパーAで6種あった露出モードから「シャッタースピード優先AE」、「TTLオートストロボ」を省略し、最高シャッタースピードも1/2000秒から1/1000秒へとスペックダウンされている。外見はほぼ差がないものの液晶表示によるシャッター速度パネルがなくなっており、内部構造もコストダウンのために大幅に簡略化されている。一方、誤作動しやすいと不評だった電子セルフタイマー機構の位置が改められるなどの改良点は、続く『ペンタックスA3デート』にも受け継がれている。逆説的にはMEスーパーにプログラム機能を追加した機種であると言える。ブラックボディ、クロームボディがある。海外では『PROGRAM PLUS』の名称で発売された。
- A3 デート（A3 DATE）

1985年3月発売。ペンタックス初のワインダー機構内蔵機種であり、データバック（裏蓋交換によるデート印字機能）を標準実装した機種である。ワインダー内蔵に伴い「オートローディング機構」もあわせて実現し、規定位置までフィルムを伸ばしてフィルムカバーを閉じると自動的に1コマ目まで巻き上げられるようになった。ただし、巻き戻し操作は"そのほうが速い"といった理由から手動となっている。
装填フィルム確認用の"覗き窓"と、パトローネのDX情報により自動でISO感度を設定する機能も設けられ、背面フィルム室蓋にあったメモホルダーが廃止された。プログラムAをベースとしながらも「マニュアルモード」が省略されるなど更なる自動化が図られている。ワインダー搭載によって横幅が広がり、軍艦部が広くなったぶん「モード選択ダイヤルが大型化」され操作性は向上している。ただし露出補正機能は簡略化され、逆光補正用の+1.5のボタンが設けられるにとどまっている。
- A3 デートS

1986年6月発売。A3デートの改良機種。グリップ部の貼り革（グッタペルカ）のデザインと素材が変更されホールディング性と、ファインダースクリーンの変更による合焦性能の向上などのマイナーチェンジが施されている。発売時期がPシリーズと重なったためかデザインの意匠は当時の流行が取り入れられたためPシリーズやSFシリーズに近く、クラシカルな風味を残していたAシリーズの中でも異彩を放つ機種。

## ペンタックス Pシリーズ
最後のマニュアルフォーカスカメラシリーズである。Aシリーズからの変更点として全機種がDXコードに対応した他、イージーローディング機構が実装されている。外装デザインも当時の流行にあわせて鋭角的なものとなり、従来のシリーズ機とは一線を画したものとなっている。本来はP（Program）の名称通り、Aシリーズをより進化させた「マルチプログラムAE」、「ワインダー」実装機種を中心としたシリーズ展開を構想していたと思われるが、実際には機能を基本的なシンプルなものに抑え、かつワインダー内蔵はやめてコストを抑え、ボタン式であったシャッター速度設定をダイヤル式に戻す（『ペンタックスP30』）など、見た目で分かりやすい操作性を目指したシンプルな機種のみのシリーズとなった。
その背景としては、発売直後に業界を揺るがした"αショック"により、その結果ペンタックスも開発ロードマップの大幅な変更を迫られ、社運を賭けた新世代のオートフォーカスシリーズ機である『ペンタックスSFX』の開発に会社が重点を置かざるを得なくなったことではないかと思われる。そのSFシリーズに「マルチプログラムAE」や「ワインダー」が標準で実装されることとなったため、Pシリーズは本来の構想から方向転換することとなり、SFシリーズのマルチモードAE機能に特化されてしまった感のある操作性に馴染めない層をフォローする下位機種的な役割と、旧来のマニュアルフォーカスカメラから新世代のオートフォーカスカメラへの橋渡し的な役割を担うシリーズに方向転換されてしまったのが真相かと思われる。
マニュアル撮影と必要最低限のプログラムAE機能による撮影のみの、マルチプログラムAEカメラ全盛期にあってあえて機能を絞り込んだ廉価機中心のシリーズ展開であったが、数々の新機軸を実装したためある一面においては走りすぎた感のあったSFシリーズの影で『ペンタックスK1000』とともにシンプルな機能を求める層に訴求したシリーズであったといえる。『ペンタックスP30』の派生型である『P30T』はオートフォーカス化後も『ペンタックスMZ-M』の登場まで発売されている。

P30

- P30 / デート

1985年10月発売（『デート』は1986年6月発売）。「マニュアル露出モード」と「プログラム全自動露出モード」のみの、きわめてシンプルかつ白黒のはっきりとした大胆な仕様のカメラである。外部ケーブルレリーズ用ソケットも省略され、またデザイン面ではシャッター速度設定がダイヤル式操作に戻ったことから、一見するとAシリーズよりも退化したようにも見えるが『K2DMD』以来の「メモリーロック機構（AEロック）」が実装されているほか、内部の電子回路もより進化しており、実用的な機能に絞り込まれた堅実な機種であるといえる。発売当時は『α-7000』による"αショック"の真っ只中にあり、各社も総力を挙げてオートフォーカスカメラ製品の開発に重点を置いていたため普及機とはいえスペック的に物足りない感が否めないものの、必要最低限の機能は抑えてある機種となっている。
- P50 デート

1986年9月発売。Pシリーズ最高級機である。スーパーAの後継機種的な色合いが強く、モータードライブなどのアクセサリーは共通である。プログラムモードは「シャッター速度優先ライン」と「被写界深度優先ライン」の複数を持ち、ペンタックス初のマルチプログラムAE機となった。またボディに大型の液晶情報パネルが実装され、従来機種と比較して設定情報がより分かりやすくなった。モードボタンやEFボタンと上下ボタンを組み合わせて設定する方式は、1984年に発売されたペンタックス 645と非常に近いものとなっている。普及機種としてはペンタックスで初めて露出補正機能が1段単位から1/2段単位になり、よりAEカメラとしての使い勝手が向上している（これ以降の機種では1/2段単位が標準となった）。ただ翌年発売されることとなる『ペンタックスSFX』を考慮した販売戦略の影響もあってか、スペック面ではスーパーAよりも抑えられている。
- P30N

1989年4月発売。P30に「絞り優先AE」と「外部ケーブルレリーズ用ソケット」が追加された派生機種である。これによってシンプルすぎてむしろ初心者には使いづらい点が改善されている。デザイン面では、モデル名は前面から軍艦部上面に移動し、グリップ部に「P30」とモデル名が大きく彫りこまれている。これは同時期に発売されていたSFシリーズと共通のデザインである。
- P30T

1991年6月発売。P30Nの外装をチタンカラー化（チタン製ではない）し、ファインダースクリーンのスプリットイメージを斜めに切り、縦位置でのピント合わせの向上が図られている派生機種である。時期的にはすでに2世代目のオートフォーカス機シリーズ製品であるZシリーズの1号機である『ペンタックスZ-10』とともに発売され、希少なマニュアルフォーカス機としてK1000とともに『ペンタックスMZ-M』が発売されるまで販売された。

## ペンタックス MZシリーズ
オートフォーカス機が主体であるMZシリーズであるが、マニュアル専用機としてMZ-Mが発売された。なおMZシリーズ全般及びMZ-M以外の各機種については、ペンタックスのフィルム一眼レフカメラ製品一覧:35mm判 (KマウントAF機種)を参照されたい。
- MZ-M

1997年11月発売。MZ-3とMZ-5をベースとし、マニュアルフォーカスカメラを必要とする層に向けて販売すべく登場した、シリーズ唯一のマニュアルフォーカス機である。コストダウンのためにプラスチック製マウント、ペンタミラーの採用、内蔵ストロボの省略がなされたが、ファインダースクリーンはスプリット・マイクロプリズム式を採用し、電子プレビュー機能、ワインダーの搭載など、最新マニュアルフォーカス機として必要最低限の機能は確保されている。マニュアル機ながらKA2マウントが採用されており、Fレンズ群以降の情報伝達機能が装備されている。
当機種の登場にあわせ、Aレンズのズームが2種類発売された。外見は当時主流のFAレンズに酷似している。